# КУД Топлица Прокупље
КУД Топлица Прокупље је фолклорна организација у Прокупљу.
Основано је 10. октобра 2013. године и окупља аматере под руководством Зорана Петровића. 
Активно учествује на смотрама фолклорних ансамбала у земљи и иностранству. Такође, на такмичењима остварује запажене резултате.  Ансамбл наступа у Дому културе „Радивој Увалић Бата“ у Прокупљу.
КУД Топлица прокупље организује и учествује у многим градским културним манифестацијама.